# Paludi di Vasjugan
Le paludi di Vasjugan (in russo Васюганские болота, Vasjuganskie bolota) sono un'immensa regione paludosa della pianura di Vasjugan, nella Siberia occidentale, in Russia, tra i fiumi Ob' e Irtyš. È il più grande sistema di paludi dell'emisfero nord del pianeta. Si trova principalmente nell'Oblast' di Tomsk, parzialmente, nelle oblast' di Novosibirsk, di Omsk, nel Circondario autonomo degli Chanty-Mansi-Jugra e nella parte meridionale dell'Oblast' di Tjumen' (Uvatskij e Tobol'skij rajon).
Dal 2007, le paludi di Vasjugan sono state candidate all'iscrizione nella Lista dei patrimoni dell'umanità dell'UNESCO.
L'area paludosa è di circa 53.000 km², la lunghezza da ovest a est è di 573 km, da nord a sud misura 320 km. Le paludi sono la principale fonte di acqua dolce nella regione e contengono enormi riserve di torba (oltre 1 miliardo di tonnellate, il 2% di tutte le riserve mondiali).  La funzione più importante della palude di Vasjugan è quella di purificare l'atmosfera poiché è un gigantesco filtro naturale: la torba di palude assorbe sostanze tossiche, lega il carbonio e quindi impedisce l'effetto serra.
Ci sono circa 800.000 piccoli laghi e provengono dall'area molti importanti fiumi tributari dell'Ob' e dell'Irtyš, in particolare: Dem'janka, Malyj e Bol'šoj Jugan, Kargat, Kënga, Njurol'ka, Parabel', Om', Tara, Tartas, Tuj, Uj, Vasjugan, Čaja, Čižapka, Čuzik, Čulym, Šegarka, Šiš.
Le paludi ospitano una numerosa fauna locale tra cui alcune specie rare.
Ora la fauna e la flora delle paludi sono minacciate in relazione all'esplorazione e allo sviluppo dello sfruttamento di giacimenti di petrolio e gas. Inoltre, le seconde fasi cadenti di veicoli di lancio che partono dal cosmodromo di Baikonur inquinano il territorio con i resti di un eptile incombusto.